# Division 1 (Bélgica) 1992-93
La Primera División de Bélgica 1992/93 fue la 90.ª temporada de la máxima competición futbolística en Bélgica.

## Tabla de posiciones
| Pos | Equipo                         | PJ | PG | PE | PP | GF | GC | Pts | DG  | Notas                                                 |
| --- | ------------------------------ | -- | -- | -- | -- | -- | -- | --- | --- | ----------------------------------------------------- |
| 1   | R.S.C. Anderlecht              | 34 | 26 | 6  | 2  | 80 | 24 | 58  | +56 | Clasificado a la Liga de Campeones de la UEFA 1993-94 |
| 2   | Standard Liège                 | 34 | 18 | 9  | 7  | 69 | 43 | 45  | +26 | Clasificado a la Recopa de Europa 1993-94             |
| 3   | Y.R. K.V. Mechelen             | 34 | 18 | 6  | 10 | 53 | 33 | 42  | +20 | Clasificado a la Copa de la UEFA 1993-94              |
| 4   | K.S.V. Waregem                 | 34 | 17 | 8  | 9  | 78 | 45 | 42  | +33 | Clasificado a la Copa de la UEFA 1993-94              |
| 5   | R. Antwerp F.C.                | 34 | 17 | 7  | 10 | 61 | 42 | 41  | +19 | Clasificado a la Copa de la UEFA 1993-94              |
| 6   | Club Brugge                    | 34 | 16 | 8  | 10 | 49 | 32 | 40  | +17 |                                                       |
| 7   | R. Charleroi S.C.              | 34 | 16 | 8  | 10 | 58 | 46 | 40  | +12 |                                                       |
| 8   | K.S.K. Beveren                 | 34 | 15 | 7  | 12 | 47 | 42 | 37  | +5  |                                                       |
| 9   | K.A.A. Gent                    | 34 | 12 | 10 | 12 | 51 | 51 | 34  | 0   |                                                       |
| 10  | Lierse S.K.                    | 34 | 12 | 7  | 15 | 41 | 51 | 31  | -10 |                                                       |
| 11  | R.W.D. Molenbeek               | 34 | 10 | 11 | 13 | 39 | 45 | 31  | -6  |                                                       |
| 12  | Club Liégeois                  | 34 | 10 | 8  | 16 | 48 | 71 | 28  | -23 |                                                       |
| 13  | Cercle Brugge K.S.V.           | 34 | 9  | 10 | 15 | 65 | 73 | 28  | -8  |                                                       |
| 14  | K.F.C. Germinal Ekeren         | 34 | 10 | 7  | 17 | 57 | 67 | 27  | -10 |                                                       |
| 15  | K.R.C. Genk                    | 34 | 8  | 11 | 15 | 37 | 50 | 27  | -13 |                                                       |
| 16  | K.F.C. Lommel S.K.             | 34 | 9  | 4  | 21 | 42 | 79 | 22  | -37 |                                                       |
| 17  | K.S.C. Lokeren Oost-Vlaanderen | 34 | 4  | 12 | 18 | 32 | 58 | 20  | -26 | Descenso a la Segunda División                        |
| 18  | K. Boom F.C.                   | 34 | 6  | 7  | 21 | 40 | 95 | 19  | -55 | Descenso a la Segunda División                        |

PJ = Partidos jugados; PG = Partidos ganados; PE = Partidos empatados; PP = Partidos perdidos; GF = Goles a favor; GC = Goles en contra; Pts = Puntos; DG = Diferencia de goles